# Растон (Луизијана)
Растон (енгл. Ruston) град је у америчкој савезној држави Луизијана.

## Демографија
По попису из 2010. године број становника је 21.859, што је 1.313 (6,4%) становника више него 2000. године.
| Група             | 2000.          | 2010.          |
| Белци             | 11.591 (56,4%) | 11.210 (51,3%) |
| Афроамериканци    | 7.997 (38,9%)  | 9.180 (42,0%)  |
| Азијати           | 496 (2,4%)     | 691 (3,2%)     |
| Хиспаноамериканци | 266 (1,3%)     | 512 (2,3%)     |
| Укупно            | 20.546         | 21.859         |